# Karl Joseph Schulte
Karl Joseph Schulte (Haus Valbert, 14 september 1871 - Keulen, 11 maart 1941) was een Duits geestelijke en kardinaal van de Rooms-Katholieke Kerk.
Schulte, zoon van Oswald Schulte en Antonetta Schlünder, bezocht het seminarie van Essen en studeerde aan de Universiteit van Bonn en de Universiteit van Münster. Hij werd in 1895 priester gewijd. Aan de Universiteit van Tübingen promoveerde hij in 1903 in de godgeleerdheid, op een proefschrift over Theodoretus van Cyrrhus. In 1905 werd hij hoogleraar aan de Theologische Faculteit Paderborn. Paus Pius X benoemde hem in 1910 tot bisschop van Paderborn. In 1920 volgde zijn benoeming tot aartsbisschop van Keulen, als opvolger van Felix kardinaal von Hartmann, die een jaar eerder was overleden.
Tijdens het consistorie van 7 maart 1921 creëerde paus Benedictus XV hem kardinaal. De Santi Quattro Coronati werd zijn titelkerk. Kardinaal Schulte nam deel aan het conclaaf van 1922 dat leidde tot de verkiezing van paus Pius XI en aan het conclaaf van 1939 waarbij paus Pius XII werd gekozen. In 1934 richtte hij in Keulen de Abwehrstelle gegen die nationalsozialistische antichristliche Propaganda op. Later zou de kardinaal het nationaalsocialisme vooral terughoudend tegemoet treden, mogelijk om represailles te voorkomen.
De kardinaal stierf in 1941 aan de gevolgen van een hartaanval. Zijn lichaam werd bijgezet in de aartsbisschoppelijke crypte van de Dom van Keulen.
- Bibliothèque nationale de France: cb170391006 (data)
- Gemeinsame Normdatei: 11900609X
- International Standard Name Identifier: 0000 0000 7819 6155
- Nationale Bibliotheek van Tsjechië: xx0150852
- Nederlandse Thesaurus van Auteursnamen: 096890193
- Virtual International Authority File: 88947343
- WorldCat: E39PBJhX93WDCMGBGRpMyqBgKd